# Lučatín
Lučatín je obec na Slovensku, v okrese Banská Bystrica v Banskobystrickém kraji. V roce 2011 zde žilo 642 obyvatel.
První písemná zmínka o obci pochází z roku 1424.